# 応現寺 (足立区)
応現寺（おうげんじ）は、東京都足立区にある時宗の寺院。

## 概要
創建年代は不明である。元は天台宗の寺院であったが、二代遊行上人他阿の遊行を機に時宗に転宗した。
山門は1637年（寛永14年）に建てられたもので、足立区内最古の山門である。足立区の有形文化財に登録されている。
また旧寺域より1879年（明治12年）に経塚が発見され、「十二間星兜鉢」が出土した。これは平安時代（11世紀）の兜鉢に鎌倉時代に改修を加えたもので、東京国立博物館に所蔵されている。

## 交通アクセス
- 竹ノ塚駅より徒歩11分（経路案内）。